# Charles Hill Mailes
Charles Hill Mailes (25 de mayo de 1870 – 17 de febrero de 1937) fue un actor cinematográfico canadiense, activo en la época del cine mudo. 
Nacido en Halifax, Nueva Escocia, actuó en 290 filmes desde 1909 a 1935, siendo su primera película At the Altar, dirigida por D.W. Griffith.
Falleció en Los Ángeles, California, en 1937. Fue enterrado en el Cementerio Grand View Memorial Park de
Glendale, California. Su esposa era la actriz Claire McDowell, con la que se casó en 1906, y con la que tuvo dos hijos, Robert y Eugene.

## Filmografía (selección)
| - At the Altar, de D.W. Griffith (1909) - The Faded Lilies, de D.W. Griffith (1909) - A Corner in Wheat, de D.W. Griffith (1909) - Swords and Hearts, de D.W. Griffith (1911) - The Miser's Heart, de David W. Griffith (1911) - The Baby and the Stork, de D. W. Griffith (1912) - The New York Hat, de D. W. Griffith (1912) - A Blot on the 'Scutcheon, de D.W. Griffith (1912) - An Unseen Enemy, de D.W. Griffith (1912) - The Sunbeam, de David W. Griffith (1912) - A Tale of the Wilderness, de D. W. Griffith (1912) - The God Within, de D.W. Griffith (1912) - The Wrong Bottle, de Anthony O'Sullivan (1913) - The Fatal Wedding, de Lawrence Marston (1914) - The Dilemma, de George Morgan (1914) - La matanza, de D.W. Griffith (1914) - Judith de Bethulia, de D.W. Griffith (1914) - Brute Force - In Fate's Cycle - Liberty Belles - Lord Chumley, de James Kirkwood (1914) - The Billionaire, de James Kirkwood (1914) - Seven Days (1914) - The Americano, de Travers Vale (1915) - Under Two Flags, de Travers Vale (1915) - The Law of Love, de J. Farrell MacDonald (1915) - Ashes of Inspiration - East Lynne, de Travers Vale (1915) - The Soul of Pierre - The Country Parson - His Wife's Story - His Hand and Seal - Harvest (1915) - Dora Thorne, de Lawrence Marston (1915) - Weaver of Claybank - The Laurel of Tears - The Chief Inspector | - The Hungarian Nabob - The Masterful Hireling - The Woman of Mystery - The Avenging Shot - Stronger Than Woman's Will - The Iron Will - The Lady from the Sea, de Raymond B. West (1916) - The Whirlpool of Destiny, de Otis Turner (1916) - Sea Mates, de Francis Powers (1916) - The Eagle's Wing, de Robert Z. Leonard y Rufus Steele (1916) - The People vs. John Doe, de Lois Weber (1916) - The Mysterious Mrs. Musslewhite, de Lois Weber (1917) - The Fourth Witness, de John McDermott (1917) - Polly Redhead, de Jack Conway (1917) - The Bronze Bride, de Henry MacRae (1917) - The Lair of the Wolf, de Charles Swickard (1917) - A Romany Rose, de Marshall Stedman (1917) - The Spotted Lily - The Girl Who Won Out - The Lash of Power, de Harry Solter (1917) - The Winged Mystery - Beloved Jim - The Fighting Grin - The Girl Who Wouldn't Quit, de Edgar Jones (1918) - The Magic Eye - Danger Within - The Brass Bullet - The Talk of the Town, de Allen Holubar (1918) - Go and Get It, de Marshall Neilan y Henry Roberts Symonds (1920) - The College Widow, de Archie Mayo (1927) - Drums of Love, de D.W. Griffith (1928) |